# بخش‌های دپارتمان سم
بخش‌های دپارتمان سم (انگلیسی: Arrondissements of the Somme department) شامل ۴ بخش به شرح زیر است:
1. بخش ابوویل با ۲۰۰ کمون (فرانسه) و جمعیت ۱۳۴هزار نفر در سال ۲۰۱۳ می‌باشد.
2. بخش امیان با ۲۸۱ کمون (فرانسه) و جمعیت ۳۰۰ هزار نفر در سال ۲۰۱۳ می‌باشد.
3. بخش مونت‌دیدیه با ۱۳۲ کمون (فرانسه) و جمعیت ۵۶ هزار نفر در سال ۲۰۱۳ می‌باشد.
4. بخش پرون با ۱۶۶ کمون (فرانسه) و جمعیت ۸۰ هزار نفر در سال ۲۰۱۳ می‌باشد.